# Micromonas
Micromonas è un genere di batterio appartenente alla famiglia delle Peptostreptococcaceae.